# Cheick Tidiane Seck
Pour les articles homonymes, voir Seck.
Cheick Amadou Tidiane Seck, né en 1953 à Ségou est un musicien malien, actif depuis les années 1970.

## Biographie

### Les débuts de Bamako à Paris
Passionné de musique, le jeune Cheick Tidiane Seck fait ses classes musicales à l'Institut National des Arts de Bamako, avant de rejoindre au début des années 70 le désormais mythique Super Rail Band du buffet de la gare de Bamako, qui fera notamment connaitre les chanteurs Salif Keïta, Mory Kante, ou encore le guitariste Djelimady Tounkara. Ses convictions politiques et sa personnalité lui valent le surnom de Che Guevara, mais aussi quelques ennuis de la part de la junte militaire de Moussa Traoré, au pouvoir depuis 1968 à la suite d'un coup d'État.
À la fin des années 70, il s'installe à Abidjan, alors centre névralgique de la musique africaine. Il y développe son immense talent[réf. nécessaire] pour le clavier, son instrument de prédilection, mais travaille également la guitare et sa voix. En 1985, il quitte Abidjan pour Paris avec Salif Keita et Les Ambassadeurs. Dès lors, il multiplie les collaborations les plus diverses et se fait une solide place sur la scène parisienne des musiques métissées, dont il est aujourd'hui l'un des principaux animateurs, malgré ses aller-retour permanent au Mali et aux États-Unis, où il donne notamment des master-classes à la prestigieuse université d'UCLA.

### De l'ombre à la lumière
Musicien de l'ombre, Cheick Tidiane Seck accompagne ou donne la réplique aux plus grands : Jimmy Cliff, Wayne Shorter, Carlos Santana, Joe Zawinul, Randy Weston, Ornette Coleman, etc. Mais après un quart de siècle d'une carrière déjà très riche, son génie se révèle au grand jour avec le superbe Sarala qu'il réalise en 1995 pour le pianiste Hank Jones, pilier du jazz moderne et ancien complice de Charlie Parker et de John Coltrane, alors en fin de carrière. Mêlant avec une grande finesse jazz classique et musique traditionnelle mandingue, Sarala est unanimement souligné comme la plus belle expérience du genre par la profession, comme par la critique. La démarche de Hank Jones est d'ailleurs imitée plusieurs années plus tard par la chanteuse américaine Dee Dee Bridgewater, soucieuse comme son ainé de retrouver ses origines africaines dans le cadre d'un projet musical. Seck réunit pour elle la crème des artistes de la scène malienne, et réalise le superbe Red Earth qui rencontrera lui aussi un succès impressionnant.

### Une consécration après plus de trente ans de carrière
C'est finalement à l'âge de cinquante ans qu'il réalise son premier disque sous son seul nom. Sorti en 2003, l'album Mandingroove résume par son titre le projet musical qui mêle influences africaines et mandingues en particulier à un groove parfois sur-vitaminé, comme dans Mogokuma, Woro Cola, ou To Banimato, parfois lancinant dans Watjoro ou confinant au reggae comme sur Sanyio. On croise également sur ce disque des jeunes pousses de la scène hip-hop malienne naissante comme Lassi King Massassi.
Ce premier opus est suivi d'un second en 2008. Pour Sabaly, Seck multiplie une fois de plus les collaborations avec ses complices Dee Dee Bridgewater et le saxophoniste camerounais Manu Dibango, et les plus grands de la scène malienne, d'Oumou Sangaré à Toumani Diabaté, d’Amadou & Mariam à Bassekou Kouyaté, de Kassé Mady Diabaté à Habib Koité, de Kaniba Woulé à Mangala Camara, de Djélimady Tounkara à Baba Salah en passant par Fantani Touré et Sory Bamba.
Mais cette carrière solo aussi tardive que réussie n'étanche pas la soif de musique de ce virtuose du clavier qui continue inlassablement d'enflammer les scènes parisiennes et maliennes tout en multipliant les collaborations tous azimuts. Devenu un véritable pivot de la scène malienne contemporaine, il produit et arrange les derniers opus d'Oumou Sangaré, de Kassé Mady Diabaté et de Sory Bamba. Il se consacre également à la promotion de jeunes talents de la scène métissée comme la franco-camerounaise Sandra Nkaké ou la malienne Fatoumata Diawara.
A 85 ans, en 2019, il livre Timbuktu - The Music of Randy Weston, brillant hommage à son ami disparu l'année précédente qui sonne pour Mathieu Durand "comme une joyeuse oraison funèbre, une communion sonique, une messe dansante". Il donne son interprétation de quelques uns des thèmes chers à Randy Weston ( In memory Of, Ganawa, Niger Mango...) avec la contribution de Manu Dibango pour Timbuktu et African Cookbook.

## Discographie

### Hank Jones et Cheick Tidiane Seck
- 1995 - Sarala

### Cheick Tidiane Seck
- 2004 - Mandingroove
- 2008 - Sabaly
- 2013 - Guerrier
- 2019 - Timbuktu - The Music of Randy Weston